# UGM-73 Poseidon

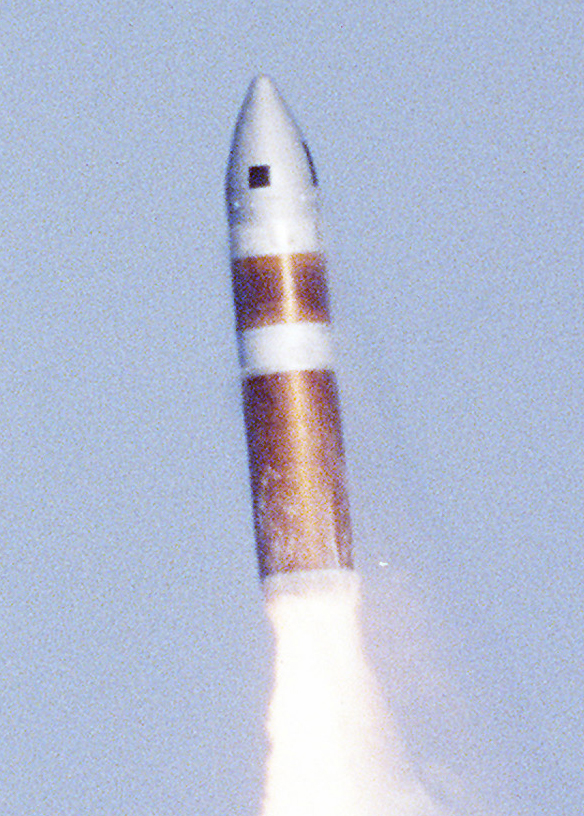
Míssil UGM-73 Poseidon sendo lançado por submarino

O missil UGM-73 Poseidon foi o segundo Míssil balístico lançado de submarino da Marinha dos Estados Unidos. É um missil de dois estágios, funciona com combustivel sólido. É o sucessor do UGM-27 Polaris, começou a ser usado em 1972, e trouxe avanços para as ogivas e precisão, foi sucedido pelo Trident (míssil) em 1979, e pelo UGM-133 Trident II em 1990.